# Sebastian Döhrer
Sebastian Döhrer (* 24. Mai 1985 in Suhl) ist ein ehemaliger deutscher Bahnradsportler. 

## Sportliche Laufbahn
Ab Anfang der 2000er Jahre gehörte Sebastian Döhrer zu den besten deutschen Bahnradsportlern in den Kurzzeitdisziplinen. Schon als Junior errang er mehrfach deutsche Meistertitel im Sprint, Teamsprint, Keirin und im Zeitfahren. 2003 wurde er Junioren-Weltmeister im Teamsprint bei den Wettkämpfen in Moskau, gemeinsam mit Dominik Harzheim und Daniel Giese.
Ab 2004 startete Döhrer in der Eliteklasse und stand mehrere Male bei deutschen Bahnmeisterschaften auf dem Podium. Beim Weltcup-Rennen 2011 in Peking belegte er im Sprint den zweiten Platz hinter dem zweifachen Weltmeister Kévin Sireau. Von den internationalen Sprinterturnieren gewann er den Großen Preis von Büttgen 2005 und 2008. Im Januar 2013 beendete er seine Karriere, nachdem er das Sprintturnier beim Bremer Sechstagerennen gewonnen hatte.

## Privates
Sebastian Döhrer ist für die Bundespolizei tätig.

## Erfolge
2002
- Deutscher Junioren-Meister – Teamsprint (mit Michael Seidenbecher und Maximilian North)

2003
- Junioren-Weltmeister – Teamsprint (mit Dominik Harzheim und Daniel Giese)
- Junioren-Weltmeisterschaft – Sprint
- Deutscher Junioren-Meister – Sprint, Keirin, 1000-Meter-Zeitfahren, Teamsprint (mit Robert Förstemann und Dominik Harzheim)